# جاك غوين
جاك غوين (بالإنجليزية: Jack Gwynne)‏ هو ساحر استعراضي أمريكي، ولد في 12 أبريل 1895 في بيتسبرغ في الولايات المتحدة، وتوفي في 7 ديسمبر 1969 في أوك لاون في الولايات المتحدة.

## وصلات خارجية
- جاك غوين على موقع IMDb (الإنجليزية)